# Musketerare

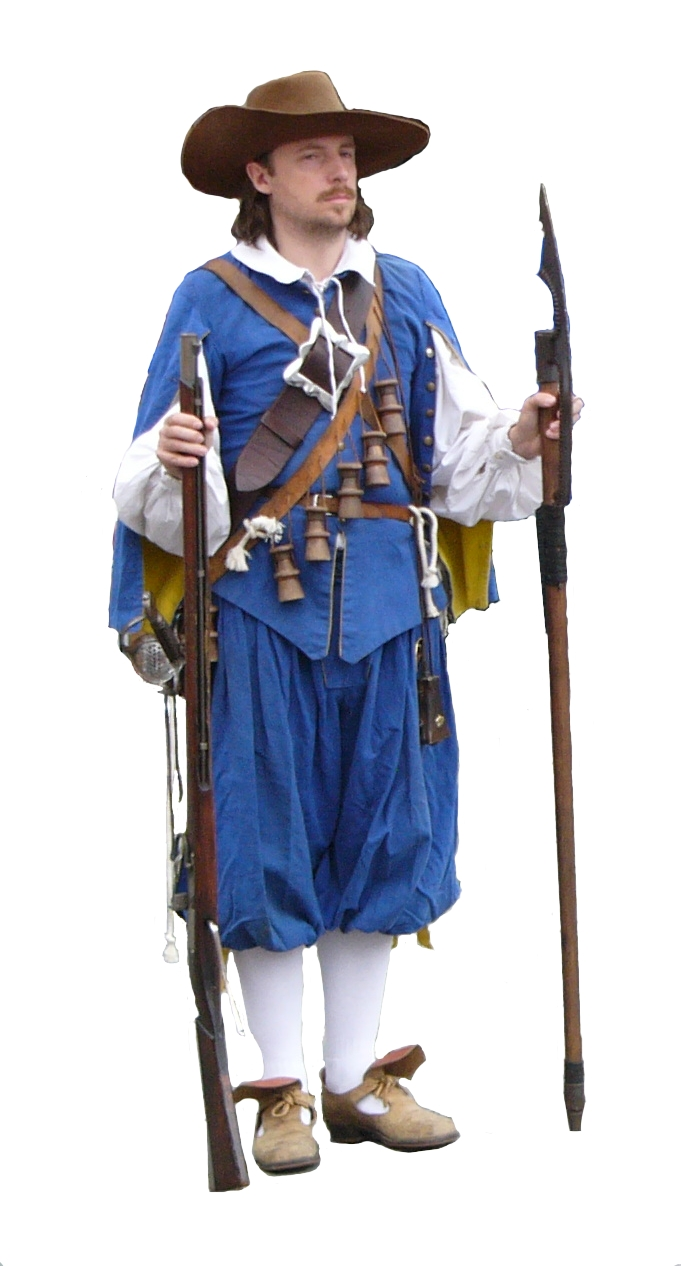
Musketerare.

Musketerare eller musketör (franska mousquetaire) kallades de fotsoldater under 1500–1700-talen som var beväpnade med musköt. De ersatte Hakeskyttarna när musköten infördes.
Det muskötbeväpnade trupperna användes ursprungligen som hjälpvapen till pikenerarna, och placerades antingen runt om dessa eller som flankskydd i de stora fyrkanternas hörn. Genom Moritz av Oranien och Gustav II Adolf utvecklades infanteritekniken till större smidighet, så att musketerarförbanden kunde flyttas och sammansättas på olika sätt.
Efter hand blev musketerarinfanteriet huvudstyrkorna i de europeiska infanteritrupperna. Dess svaghet var den långsamma laddningsproceduren, vilket ledde till att man placerade dem på flera leds djup, så att de främre sköt och de bakre laddade, så kallad karakollering. Efterhand som tekniken framskred, minskades djupet, och 3-6 led blev det vanliga.
Musketerare fortsatte att vara benämningen på gevärsbeväpnade soldater ända fram till mitten av 1700-talet, och fick senare den generella betydelsen av fotsoldat.
Musketör, en alternativ benämning på musketerare, syftar på det adliga livgarde av beridna musketerare som sattes upp i Frankrike 1622.
Det franska livgardet har främst blivit ryktbar genom De tre musketörerna av Alexandre Dumas.